# Gary Grainger
Gary Granger é um músico de rock, compositor, e guitarrista britânico, mais conhecido por seu trabalho com o cantor Rod Stewart.
Ele também trabalhou com:
- Danny Browes
- Sam Brown[3]
- Jim Capaldi[4]
- Paul Carrack
- Roger Daltrey[5]
- John Entwistle[5]
- Robert Hart
- Damon Hill
- Bill Hurley
- Kenney Jones
- Nick Lowe[1]
- B. A. Robertson
- Jess Roden
- Ringo Starr[4]
- Strider
- Pete Townshend
- Ronnie Wood
- Paul Young